# Tence
Tence is een gemeente in het Franse departement Haute-Loire (regio Auvergne-Rhône-Alpes). De plaats maakt deel uit van het arrondissement Yssingeaux. Tence telde op 1 januari 2022 3.148 inwoners.

## Geografie
De oppervlakte van Tence bedroeg op 1 januari 2022 52,12 vierkante kilometer; de bevolkingsdichtheid was toen 60,4 inwoners per km².

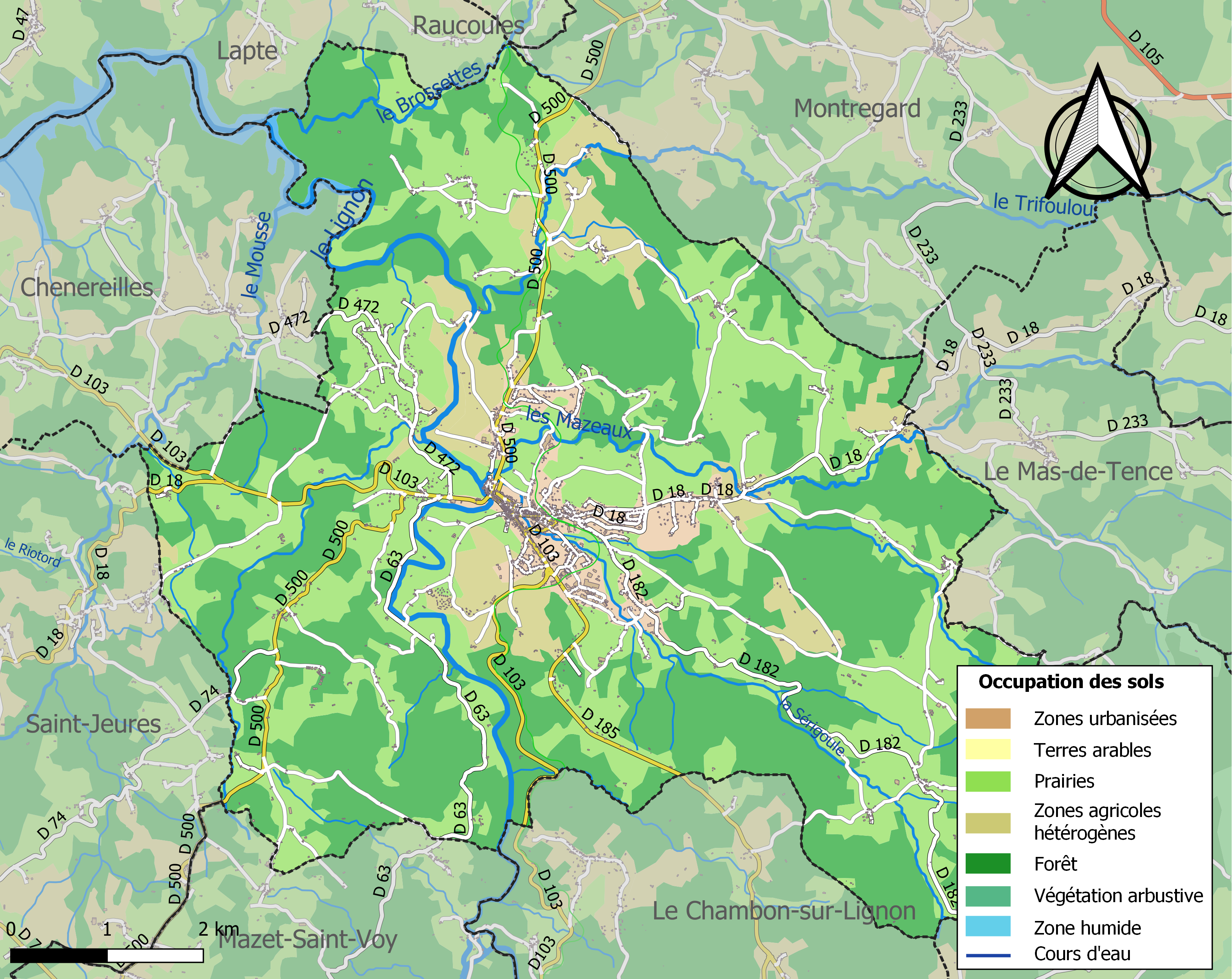
Kaart van de gemeente met de belangrijkste infrastructuur, bodemgebruik en omliggende gemeenten

## Demografie
Onderstaande figuur toont het verloop van het inwonertal (bron: INSEE-tellingen).